# Portalbera
Portalbera ist eine norditalienische Gemeinde (comune) mit 1469 Einwohnern (Stand 31. Dezember 2023) in der Provinz Pavia in der Lombardei. Die Gemeinde liegt etwa 16,5 Kilometer südöstlich von Pavia in der Oltrepò Pavese am Po, in den hier die Versa mündet.

## Verkehr
Südlich der Gemeinde verläuft die Autostrada A21 von Turin nach Brescia.

## Töchter und Söhne
- Luigi Heilmann (1911–1988), Linguist, Indologe, Hellenist, Romanist, Italianist, Ladinist und Dialektologe